# Liste der san-marinesischen Kabinette
Dies ist eine Liste aller Regierungen San Marinos seit dem Ende des Faschismus im Jahr 1943.
| Kabinett     | Amtszeit               | Amtszeit | Amtszeit           | beteiligte Parteien        |
| ------------ | ---------------------- | -------- | ------------------ | -------------------------- |
| 1. Kabinett  | 28. Juli 1943          | –        | 16. September 1943 |                            |
| 2. Kabinett  | 16. September 1943     | –        | 28. Oktober 1943   |                            |
| 3. Kabinett  | 28. Oktober 1943       | –        | 23. September 1944 |                            |
| 4. Kabinett  | 23. Oktober 1944       | –        | 10. Februar 1945   |                            |
| 5. Kabinett  | 10. Februar 1945       | –        | 24. März 1945      |                            |
| 6. Kabinett  | 24. März 1945          | –        | 17. März 1949      | CdL                        |
| 7. Kabinett  | 17. März 1949          | –        | 30. Juni 1951      | CdL                        |
| 8. Kabinett  | 30. Juni 1951          | –        | 25. September 1951 | APS, CdL                   |
| 9. Kabinett  | 25. September 1951     | –        | 16. September 1955 | PCS, PSS                   |
| 10. Kabinett | 16. September 1955     | –        | 23. Oktober 1957   | PCS, PSS                   |
| 11. Kabinett | 23. Oktober 1957       | –        | 29. September 1959 | PDCS, PSDIS, Unabhängige   |
| 12. Kabinett | 29. September 1959     | –        | 29. Oktober 1964   | PDCS, PSDIS                |
| 13. Kabinett | 29. Oktober 1964       | –        | 09. November 1966  | PDCS, PSDIS                |
| 14. Kabinett | 9. November 1966       | –        | 06. November 1969  | PDCS, PSDIS                |
| 15. Kabinett | 6. November 1969       | –        | 27. März 1973      | PDCS, PSDID                |
| 16. Kabinett | 27. März 1973          | –        | 11. November 1974  | PDCS, PSS, MLP             |
| 17. Kabinett | 11. November 1974      | –        | 11. März 1976      | PDCS, PSS                  |
| 18. Kabinett | 11. März 1976          | –        | 17. Juli 1978      | PDCS, PSS                  |
| 19. Kabinett | 17. Juli 1978          | –        | 04. Juli 1983      | PCS, PSS, PSU              |
| 20. Kabinett | 4. Juli 1983           | –        | 26. Juli 1986      | PCS, PSS, PSU              |
| 21. Kabinett | 26. Juli 1986          | –        | 06. Juli 1988      | PCS, PDCS                  |
| 22. Kabinett | 6. Juli 1988           | –        | 19. März 1992      | PDCS, PCS                  |
| 23. Kabinett | 19. März 1992          | –        | 09. Juli 1993      | PDCS, PSS                  |
| 24. Kabinett | 9. Juli 1993           | –        | 07. Juli 1998      | PDCS, PSS                  |
| 25. Kabinett | 7. Juli 1998           | –        | 28. März 2000      | PDCS, PSS                  |
| 26. Kabinett | 28. März 2000          | –        | 12. Juli 2001      | PDCS, PPDS-IM-CD, SpR      |
| 27. Kabinett | 12. Juli 2001          | –        | 20. Mai 2002       | PDCS, PSS                  |
| 28. Kabinett | 20. Mai 2002           | –        | 25. Juni 2002      | PDCS, PSS                  |
| 29. Kabinett | 25. Juni 2002          | –        | 16. Dezember 2002  | PSS, PdD, AP               |
| 30. Kabinett | 16. Dezember 2002      | –        | 12. Dezember 2003  | PDCS, PSS                  |
| 31. Kabinett | 12. Dezember 2003      | –        | 27. Juli 2006      | PDCS, PSS, PdD             |
| 32. Kabinett | 27. Juli 2006          | –        | 27. November 2007  | PSD, AP, SU                |
| 33. Kabinett | 27. November 2007      | –        | 03. Dezember 2008  | PSD, AP, SU, DdC           |
| 34. Kabinett | 03. Dezember 2008      | –        | 05. Dezember 2012  | PDCS-EpS-AeL, AP. LdL, USM |
| 35. Kabinett | 05. Dezember 2012      | –        | 27. Dezember 2016  | PDCS, PSD, AP, NS          |
| 36. Kabinett | seit 27. Dezember 2016 | –        |                    | C10, RF, SSD               |

## Parteien
| AP           | Alleanza Popolare                                                                          |
| APS          | Alleanza Popolare Sammarinese                                                              |
| CdL          | Comitato della Libertà                                                                     |
| C10          | Civico 10                                                                                  |
| DdC          | Democratici di Centro                                                                      |
| LdL          | Lista della Libertà                                                                        |
| MLP          | Movimento Libertà Statuarie                                                                |
| NS           | Noi Sammarinesi                                                                            |
| PCS          | Partito Comunista Sammarinese                                                              |
| PDCS         | Partito Democratico Cristiano Sammarinese                                                  |
| PDCS-EpS-AeL | Partito Democratico Cristiano Sammarinese – Europopolari per San Marino – Arengo e Libertà |
| PdD          | Partito dei Democratici                                                                    |
| PPDS-IM-CD   | Partito Progressista Democratico Sammarinese – Idee in Movimento – Convenzione Democratica |
| PSD          | Partito dei Socialisti e dei Democratici                                                   |
| PSDIS        | PartitoSocialista Democratica Indipendente Sammarinese                                     |
| PSS          | Partito Socialista Sammarinese                                                             |
| PSU          | Partito Socialista Unitario                                                                |
| RF           | Repubblica Futura                                                                          |
| SpR          | Socialisti per le Riforme                                                                  |
| SSD          | Sinistra Socialista Democratica                                                            |
| SU           | Sinistra Unita                                                                             |
| USM          | Unione Sammarinese dei Moderati                                                            |